# Andrew Rubin
Andrew Harold Rubin (ur. 22 czerwca 1946 w New Bedford, zm. 5 października 2015 w Los Angeles) – amerykański aktor telewizyjny i filmowy, znany m.in. z roli kadeta George’a Martina w Akademii Policyjnej.

## Życiorys
Absolwent American Academy of Dramatic Arts w Nowym Jorku. Debiutował w 1970 w produkcji telewizyjnej Bracken’s World. Występował później głównie w serialach, był w głównej obsadzie takich produkcji jak Jessica Novak, Hometown i Joe Bash. Popularność przyniosła mu rola George’a Martina, w postać tę wcielił się w 1984 w Akademii Policyjnej. Później wycofał się z regularnego aktorstwa, zajmował się prowadzeniem różnych organizacji pozarządowych. Zmarł na skutek raka płuca.

## Wybrana filmografia
- 1970: Bracken’s World (serial TV)
- 1970: Ironside (serial TV)
- 1976: Mary Hartman, Mary Hartman (serial TV)
- 1978: Cień Caseya
- 1979: Sunnyside
- 1980: Little Miss Marker
- 1981: Jessica Novak (serial TV)
- 1984: Akademia Policyjna
- 1985: Hometown (serial TV)
- 1986: Joe Bash (serial TV)
- 1998: Z Ziemi na Księżyc (miniserial)[1]